# Amalie Grøn Hansen
Amalie Grøn Hansen (født 30. oktober 1996 i Fredericia) er en dansk håndboldspiller, der spiller for HH Elite i Damehåndboldligaen. Hun har tidligere spillet flere sæsoner i Skanderborg Håndbold, både som senior- og ungdomsspiller. Fra 2016 til 2021, spillede hun for Viborg HK.
Grøn fik sin officielle debut på det danske B-landsholdet den 17. april 2016 mod Norge, under ledelse af Allan Heine. Hun var også med til at vinde guld, ved U/19-VM 2016 i Rusland. Hun stod noteret for i alt 20 mål, under VM-turneringen.
Hun skiftede i sommeren 2021, på en etårig kontrakt med HH Elite.